# Скица за слику времена
„Скица за слику времена” је југословенски ТВ филм из 1979. године. Режирао га је Мухамед Мехмедовић а сценарио су написали Јан Беран и Марко Марковић.

## Улоге
| Глумац            | Улога |
| ----------------- | ----- |
| Адем Чејван       | Бего  |
| Сафет Башагић     |       |
| Ранко Гучевац     |       |
| Павле Илић        |       |
| Предраг Јокановић |       |
| Луцијан Латингер  |       |
| Славко Михачевић  |       |
| Боро Милићевић    |       |

Остале улоге  ▼
| Глумац            | Улога |
| ----------------- | ----- |
| Селим Салиховић   |       |
| Васја Станковић   |       |
| Адила Шуљић       |       |
| Борислав Тришић   |       |
| Александар Војтов |       |
| Фаик Живојевић    |       |